# Баратнатјам
Баратнатјам (там. பரதநாட்டியம்) јесте традиционални индијски плес, вероватно најстарија индијска класична плесна баштина, сматра се мајком многих других индијских класичних плесова. То је плес који изводе само жене, започео је у хиндуистичким храмовима у Тамил Надуу и на крају је процветао у јужној Индији. Поред плесачица укључен је и певач, музика и гуру који диригује. Баратнатјам је познат по фиксираном горњем делу трупа, савијеним ногама и савијеним коленима у комбинацији са спектакуларним радом стопала и знаковним језиком заснованим на покретима руку, очију и мишића лица.

## Настанак и развој
Теоријске основе баратнатјама налазе се у Натја Шастри, древној хиндуистичкој књизи.
Натја Шастра се приписује древном научнику Барати Мунију, а њена прва комплетна верзија датира између 200. године пре нове ере и 200. године нове ере, али процене варирају између 500. године пре нове ере и 500. нове ере. Најпроучаванија верзија текста Натја Шастре састоји се од око 6000 стихова смештених у 36 поглавља. Текст описује теорију плеса, теорију расе, гестова, технике глуме, основних корака, стојећих ставова — све су то делови индијских класичних плесова. Плесна и сценска уметност, наводи овај древни текст, су облик изражавања духовних идеја, врлина и суштине светих списа.
Многе древне скулптуре Шиве у хиндуистичким храмовима су исте као плесне позе баратнатјама.
Са доласком Источноиндијске компаније у 18. веку и британском колонијалном владавином у 19. веку, многи класични индијски плесови су исмевани и њихова појава се смањује. 1910. председништво британске империје Мадрас је у потпуности забранило традиционалне плесове, а са њим и традицију баратнатјам у хиндуистичким храмовима.
Забрана из 1910. године изазвала је снажне протесте. Покрет за независност Индије почетком 20. века, који је већ био у току, покренуо је људе да поврате своју културу.
Крајем 20. века, мигранти из Тамил Надуа поново су увели традицију плеса баратнатјам у британским тамилским храмовима.

## Костими
Стил облачења плесачице баратнатјама је мање-више сличан оном код тамилске хиндуистичке невесте. Она носи прекрасан сари по мери који се састоји од тканине посебно ушивене у наборе која пада напред и када плесачица изводи спектакуларан рад ногу који укључује истезање или савијање колена, тканина се шири као ручна лепеза. Сари ношен на посебан начин добро је употпуњен традиционалним накитом укључујући и онај који краси њену главу, нос, ухо и врат и живописну шминку лица која посебно истиче њене очи како би публика могла правилно да види њене изразе лица. Њена коса уредно исплетена често је украшена цвећем. Њена стопала и прсти су често осветљени бојом кане како би се истакли покрети њених руку.

## Елементи баратнатјама
- Фацијалне експресије: Извођачи треба да савладају способност да мењају различите изразе лица како то захтева песма/прича. Изрази радости, изненађења, љутње, туге, љубави итд. помажу у преношењу поруке током извођења.
- Гестови рукама: Покрети рукама и формирање различитих облика покретима прстију чине важан део баратнатјам перформанса.
- Тала: Баратнатјам изведба је урађена у складу са индијском класичном музиком. Тала представља осам ритмичких интервала.
- Плес: Баратнатјам плесни перформанс укључује пажљиво кореографисану и добро увежбану плесну изведбу која користи цео простор на сцени, приказујући телесне маневре и плесне кораке који се савршено усклађују са музиком, изразима лица и покретима руку.
- Статуа Натараје: Већина баратнатјам плесова се изводи испред статуе Натараје. Све представе почињу молитвом и почетним корацима који обележавају поштовање према богу Натараји.[4]

## Баратнатјам данас
Баратнатјам се брзо проширио када је Индија стекла независност од британске владавине 1947. То је сада најпопуларнији класични индијски плес у Индији.
Изван Индије, баратнатјам је тражен и проучаван плес у Сједињеним Државама, Европи, Канади, Аустралији, Шри Ланки, Малезији и Сингапуру. За индијанске и тамилске заједнице исељеника у многим земљама, то је средство за повезивање заједнице.
У 2020, око 10.000 плесача окупило се у Ченају, у Индији, како би оборили светски рекорд за највећи Баратнатјам наступ. Претходни рекорд од 7.190 плесача постављен је у Чидамбараму 2019. године.

## Занимљивост
Реч баратнатјам се састоји из 2 речи, барата (bharata) и натја (natya). Реч барата се састоји од „ба“–„ра“–„та“. Према веровању, „ба“ означава осећања и емоције (bhava), „ра“ означава мелодију (raga), а „та“ значи ритам (tala). Израз „натја" је санскртска реч за плес. Сложена реч баратнатјам тако означава плес који садржи ова три елемента: емоције, мелодију и ритам.